# Hora (ball)

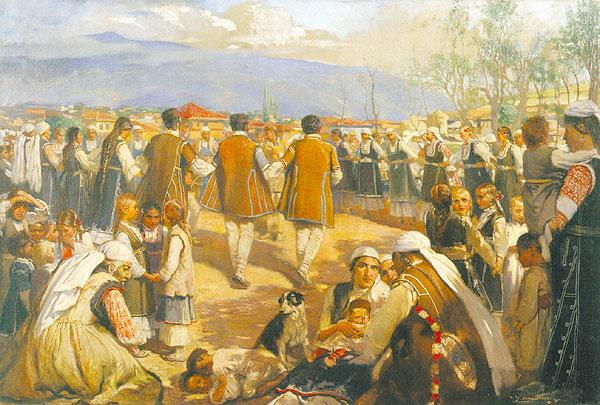
Horo balcànic al.

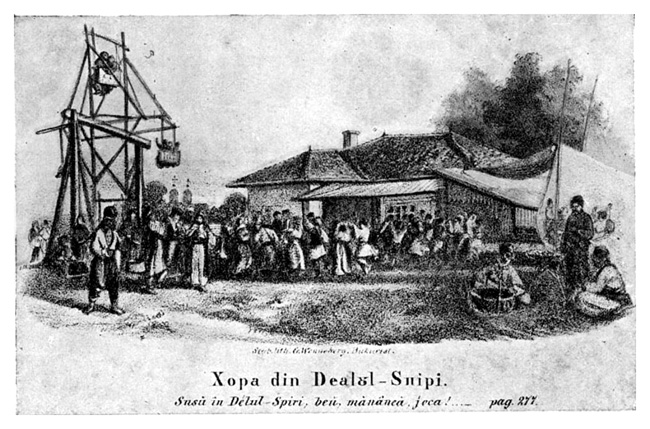
Hora romanesa del.

L'hora o horo (en búlgar: "хоро", en macedoni: "or", en grec: "χορός", en romanès "horă", en turc "hora", en albanesa "vall" i en hebreu הורה horah) és un tipus de ball tradicional col·lectiu originari de l'est d'Europa i típic del folklore dels Balcans, de Romania, de Moldàvia i també fins i tot d'Israel, el tret dels quals més característic consisteix en un gran cercle obert o tancat.
L'hora es balla encara aquesta dansa en noces o grans festivitats populars als pobles; de vegades pot contemplar-se també per televisió. Incorpora elements que també s'observen en la dansa debka àrab. Aquest ball, de to alegre, s'executa entrecreuant els braços o mans en rondes formades per nombrosos ballarins que giren en sentit horari.
L'hora es balla en rotllana tancada. Tot i així, pot obrir-se i avançar en línia, la qual cosa reuneix a tota l'assemblea. Els ballarins i ballarines se sostenen per la mà, caminant diagonalment, cap endavant o cap enrere, mentre giren en cercle, en principi a la dreta. Els participants del ball canten la cançó acompanyats pels músics. Els instruments que tradicionalment acompanyen una hora són el címbal hongarès, l'acordió, el violí, la viola, el contrabaix, el saxofon, la trompeta i la flauta de pan.
L'hora ha estat adoptada pels jueus d'origen balcànic d'Israel com el seu ball tradicional i es va fer molt popular en la dècada de 1950, per exemple per a les festes de Benei Mitzvá, entre unes altres.